# Koniów
Koniów (ukr. Конів) – wieś w rejonie samborskim (wcześniej w rejonie starosamborskim) obwodu lwowskiego Ukrainy. Wieś liczy około 543 mieszkańców. Jest siedzibą silskiej rady, pod którą podlega też wieś Towarnia. 
Wieś szlachecka Koniow, własność Herburtów, położona była w 1589 roku w ziemi przemyskiej województwa ruskiego. 
W 1921 r. liczył około 1100 mieszkańców. W II Rzeczypospolitej w powiecie dobromilskim. 

## Ważniejsze obiekty
- Cerkiew greckokatolicka